# 閉元音
閉元音（close vowel、high vowel(美國使用)）是元音的一種，特徵是舌頭的位置盡可能接近上顎，而不产生屬於輔音的過狹收缩。
這個限定是由國際語言協會（IPA）協定的。因為舌頭达到一个较高的位置，閉元音通常也被稱為高元音。

## 閉元音分類
以下是六個元音，當中含國際音標：
- 閉前不圓唇元音  [i]
- 閉前圓唇元音  [y]
- 閉央不圓唇元音  [ɨ]
- 閉央圓唇元音  [ʉ]
- 閉後不圓唇元音  [ɯ]
- 閉後圓唇元音  [u]

## 元音歸類
語音學中，高元音可以指任何比中元音更紧闭的元音，即次閉元音，半閉元音及閉元音都可以被認為是高元音。